# Библиотека Гаррисона
Библиотека Гаррисона была основана в Гибралтаре в 1793 году капитаном (впоследствии полковником) Джоном Дринкуотером Бетьюном.

## История
Построенная на месте резиденции губернаторов во время испанской оккупации Гибралтара, библиотека была официально открыта в 1804 году принцем Эдуардом, герцогом Кентским. В 1823 году плата за пользование библиотекой составляла «100 твёрдых долларов», которые платили 150 владельцев «Коммерческой библиотеки». Каждый владелец имел право взять одну большую или три меньшие книги или весь набор романов на срок от одной до двух недель. Взамен они также должны были платить 16 долларов в год. Это было коммерческое дело, и членство в библиотеке можно было купить или продать. Ежегодно избирались тринадцать членов комитета, и библиотека должна была быть открыта семь дней в неделю как зимой, так и летом.
Библиотека служила штаб-квартирой и архивной службой Gibraltar Chronicle, второй старейшей англоязычной газеты в мире. Библиотека была создана для офицеров гарнизона Гибралтара. Она оставалась частной организацией, управляемой трестом более двухсот лет вплоть до сентября 2011 года, когда библиотека была передана правительству Гибралтара.

## Описание
Гарнизонная библиотека — это библиотека из 45 000 книг, в том числе многих редких томов. Эта библиотека существует для хранения коллекции, которая включает в себя хорошее освещение предметов культуры и путешествий. Библиотекой начали заниматься офицеры, расквартированные в Гибралтаре. Она имеет прекрасную коллекцию местной истории. Здесь хранится множество литографий и художественных репродукций, а многие предметы интерьера имеют интересную историю.
В 2006 году редакция Gibraltar Chronicle переехала в новое помещение в Watergate House, а в 2007 году типография переехала в New Harbour. Архив «Хроники» в настоящее время находится в Гарнизонной библиотеке, как и номера более поздней газеты «Панорама».
Считается, что драконово дерево в палисаднике библиотеки появилось во время испанской оккупации, когда это растение было завезено в Гибралтар моряками, которые привезли семена с Канарских островов.

## Галерея

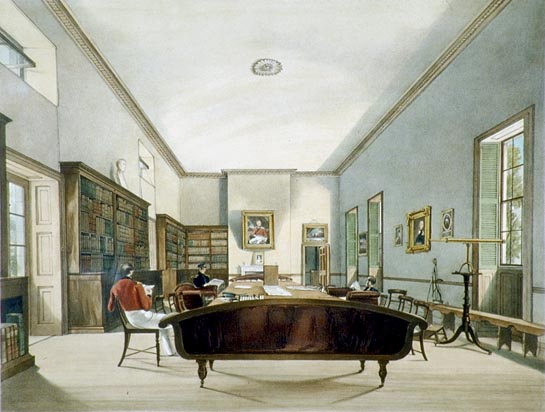
Библиотека в 1846 году (картина Томаса Колмана Дибдина[англ.]
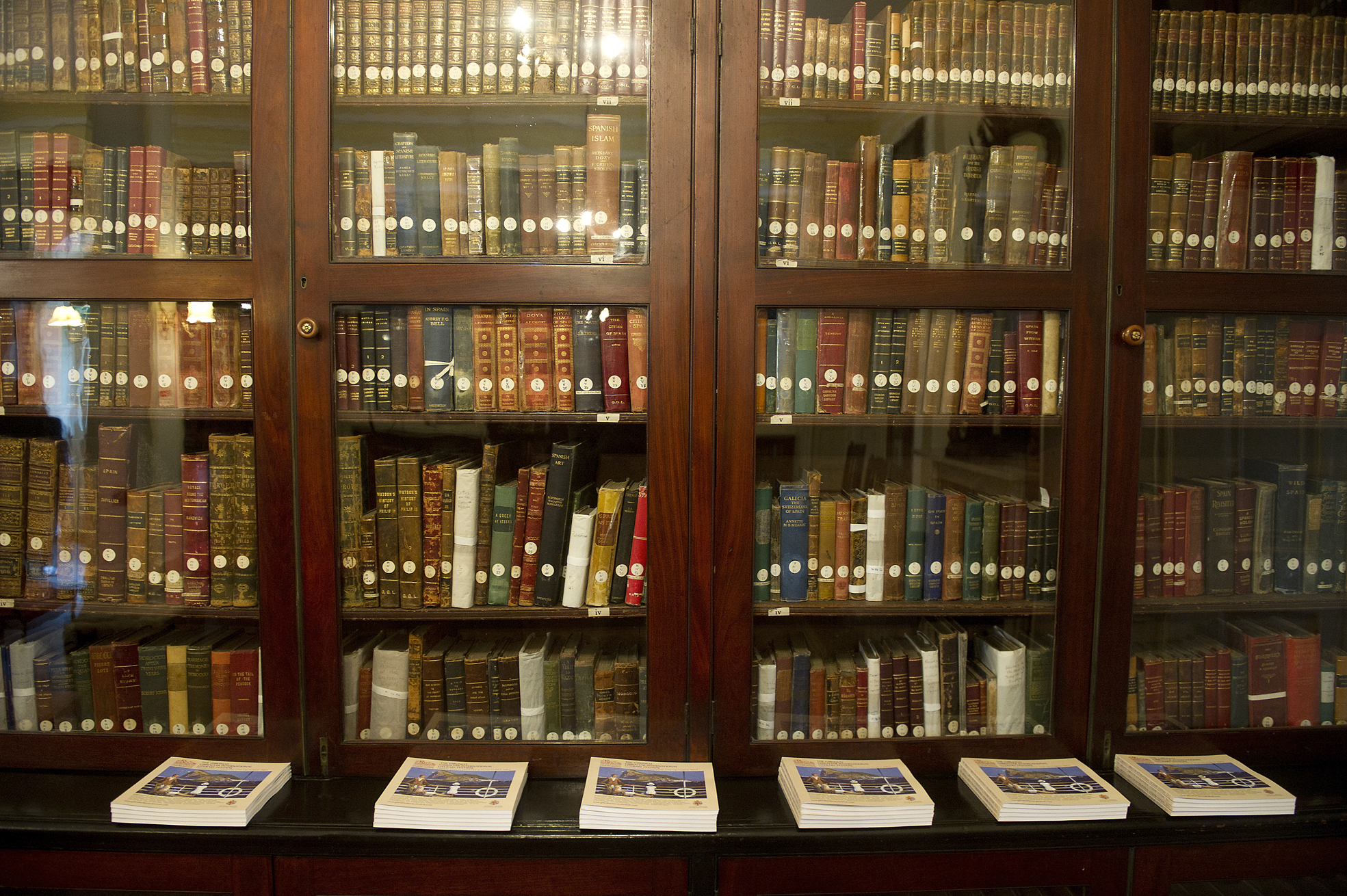
Часть книжной коллекции библиотеки
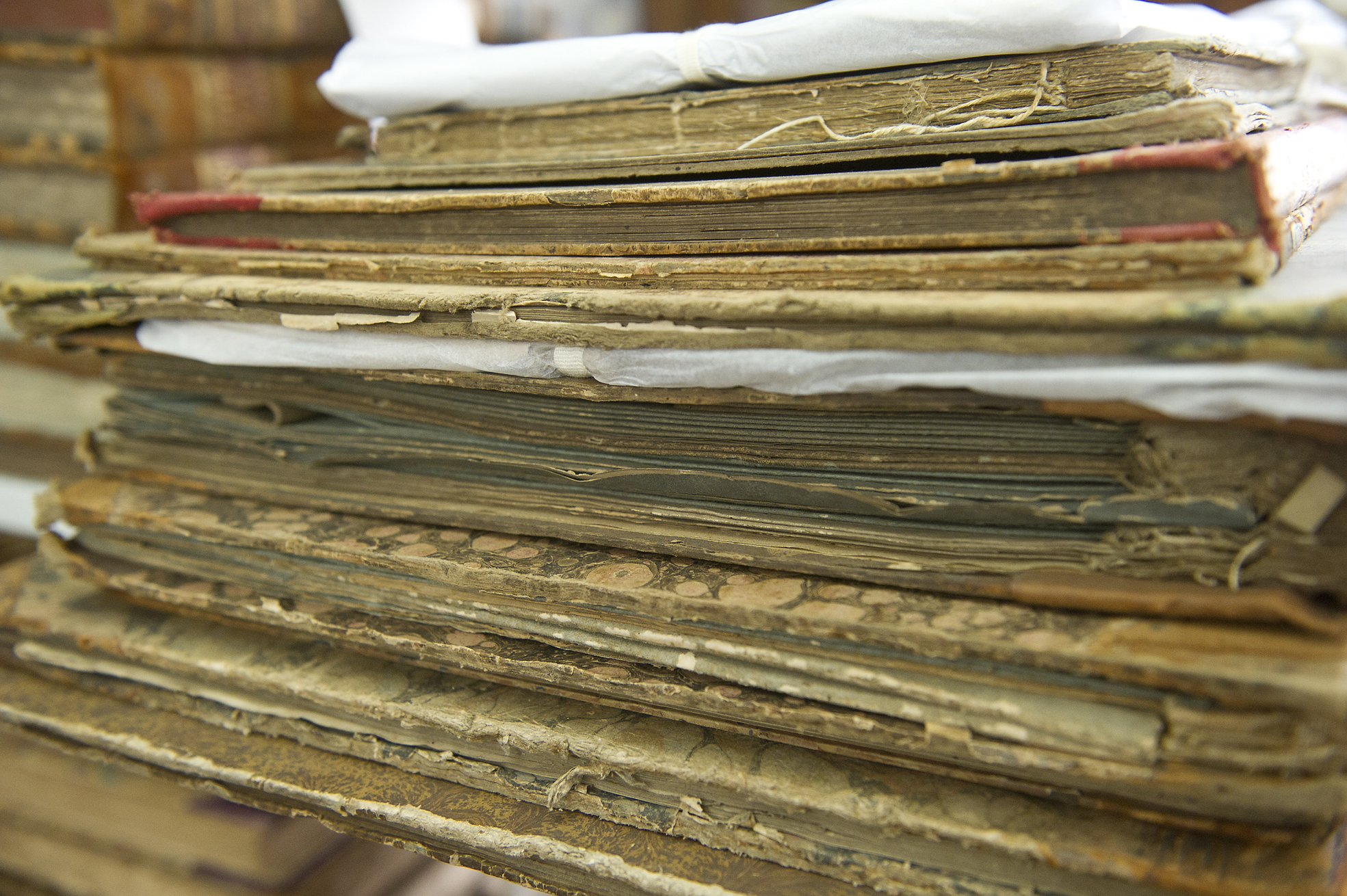
Некоторые старинные книги библиотеки
- Гид-волонтёр Роберт Уилер рассказывает о Библиотеке